# Sclérotome
Chez l'humain, le sclérotome (du grec ancien sklēros : dur et tomós : coupure) est un tissu transitoire embryonnaire issu de la différenciation des somites (avec le myotome et dermatome) apparaissant entre j20 à j30. Plus précisément, les somites sont eux-mêmes issus du mésoderme para-axial (sous-division du mésoderme). Cette division est une étape clé de l'organogenèse.
La différenciation du sclérotome est antéropostérieure (la différenciation des somites commence par la partie crâniale (l'avant) de l'embryon et s'achève par la partie caudale (l'arrière)) et sera à l'origine des différentes vertèbres : cervicales, thoraciques, lombaires, sacrées et caudales. Il participe aussi à la mise en place des disques intervertébraux, et notamment de l'annulus fibrosus.
Chez l'embryon, les cellules du sclérotome sont induites par des signaux, provenant de la chorde, à faire une transition épithélio-mésenchymateuse et à migrer vers la chorde. Chaque sclérotome donne naissance à deux moitiés de vertèbres (la partie postérieure de la vertèbre n et la partie antérieure de la vertèbre n+1). Cela permet de créer un décalage entre les vertèbres et les muscles dorsaux (issus du myotome) de manière qu'un muscle relie deux vertèbres de part et d'autre d'une articulation. C'est le gène maître PAX 1 qui, en étant exprimé au niveau ventral des somites, permet l'orientation des cellules vers une différenciation en sclérotome.